# 刘良模

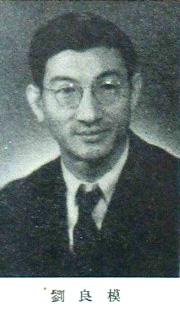
劉良模近照

刘良模（1909年—1988年），男，浙江镇海（今宁波市镇海区）人，中国社会活动家、指挥家。

## 生平
刘良模在上海明强中学读书期间受浸入教，1932年毕业于上海沪江大学社会系，任职于基督教青年会全国协会学生部。寓居虹口山阴路青庄。

### 抗日救亡运动
刘良模热情投入抗日救亡歌咏运动，1936年夏天，在上海南市公共体育场举办了一次民众歌咏大会，指挥演唱《义勇军进行曲》、《开路先锋》等救亡歌曲。1937年抗日战争爆发，刘良模率领青年会军人服务部合唱团赴浙江省金华、宁波一带开展抗日歌咏活动。1939年春，周恩来在视察皖南新四军后，前往金华铁岭头10号青年会军人服务部，鼓励刘良模。由于刘良模与新四军交往，在金华被顾祝同部扣押。1940年夏，刘良模被基督教青年会派赴美国费城大学及克罗兹神学院求学。太平洋战争爆发后，美国对日宣战，刘良模在美国继续进行抗日宣传活动，担任一个援华机构的讲员，介绍中国的抗日战争。

### 三自运动
1949年9月，刘良模应邀回国参加第一届中国人民政治协商会议。徐悲鸿、张奚若、郭沫若、刘良模、梁思成几位委员提出以《义勇军进行曲》为代国歌的建议，获得通过。中华人民共和国成立后，任中华基督教青年会全国协会事工部主任，全国青联副主席。1950年7月28日，刘良模与吴耀宗等40人联名发表《中国基督教在新中国建设中努力的途径》公开信，开始了基督教三自革新运动（“自治、自尊、自传”）。随后又陆续在《天风》上发表文章，批判帝国主义。1951年5月19日，刘良模为配合控诉运动，在“天风”周刊上发表《怎样开好控诉会》，批判“超政治”的“落后思想”，鼓动一向强调爱心的基督徒要站稳自己“人民的立场”，破除情面，彻底、痛痛快快和盘托出，“精彩的控诉应记下来交给当地报纸发表”。
此后，刘良模任中国基督教三自爱国运动委员会副主席、上海市政协副主席和市侨联副主席等职。

## 著作
- 宗教界對推銷勝利公債的努力，《天風》第200期第10页，1950年2月11日
- 基督徒與美帝，《天風》第203期第4页，1950年3月4日
- 關於帝國主義與基督教，《天風》第230期第2页，1950年9月9日
- 依靠自己的力量、建立中國的教會，《天風》第238期第2页，1950年11月4日
- 美帝侵略台灣朝鮮、宗教界堅決反對，《天風》第239期第2页，1950年11月11日
- 全世界宗教信仰者的責任，《天風》第246期第9页，1951年1月13日
- 教會懸掛國旗運動，《天風》第248期第4页，1951年1月27日
- 基督教與愛國主義，《天風》第255期第1页，1951年3月17日
- 帝國主義怎樣利用宗教侵略中國，《天風》第257期第2页，1951年3月31日
- 怎样开好教会控诉会，《天风》第264期第5页，1951年5月19日
- 愛國的耶穌基督，《天风》第265期第5页，1951年5月26日
- 代表全國基督徒向志願軍致敬，《天風》第288期第11页，1951年11月3日，
- 牢不可破的友情，《天風》第290期第11页，1951年11月17日
- 愛與恨，《天風》第291期第7页，1951年11月24日
- 要多講愛國愛教的道理，《天風》第297期第2页，1952年1月12日
- 宗教界人士快來參加打虎運動，《天風》第303期第1页，1952年3月1日
- 美國細箘戰犯難逃正義審判（与吳耀宗合写），《天風》第314期第1页，1952年5月17日
- 保衛世界和平，《天風》第320期第1页，1952年6月28日，
- 反帝愛國與三自革新，《天風》第355期第5页，1953年3月7日
- 控訴法國侵略軍對越南天主教的摧殘，《天風》第365期第8页，1953年5月11日
- 撕破了宗教外衣現出了豺狼的原形，《天風》第372期第7页
- 基督教在抗美援朝運動中的努力，《天風》第379期第5页，1953年8月31日
- 愛國愛教的一致性，《天風》第384-385期第6页，1953年10月6日
- 全世界基督徒都熱愛和平，《天風》第388期第1页，1953年11月2日
- 剝下胡風的「羊皮」，《天風》第471-472期第493页，1955年
- 總路線使我興奮，《天風》第555期第6页，1958年6月30日
- 學習毛澤東思想, 加強自我改造，《天風》第604-605期第27页，1961年2月27日
- 悼念吳耀宗，《天風》第1期第22页，1981年1月20日
- 懷念愛國愛教的吳先生，《天風》第10期第22页，1982年7月30日